# بيدو (ديلم)
بيدو (بالفارسية: بیدو) هي قرية تقع في منطقة مركزية ريفية في إيران. يقدر عدد سكانها بـ 263 نسمة بحسب إحصاء 2016.